# Jugeals-Nazareth
 Jugeals-Nazareth  là một xã thuộc tỉnh Corrèze trong vùng Nouvelle-Aquitaine miền trung Pháp.